# Алекс Олд
Александер Олд (англ. Alexander Auld; народився 7 січня 1981 у м. Колд-Лейк, Альберта, Канада) — канадський хокеїст, воротар. 
Виступав за «Норт-Бей Сентенніалс» (ОХЛ), «Манітоба Мус» (АХЛ), «Ванкувер Канакс», «Флорида Пантерс», «Фінікс Койотс», «Сан-Антоніо Ремпедж» (АХЛ), «Бостон Брюїнс», «Оттава Сенаторс», «Даллас Старс», «Нью-Йорк Рейнджерс», «Монреаль Канадієнс».
У складі національної збірної Канади учасник чемпіонату світу 2006. У складі молодіжної збірної Канади учасник чемпіонату світу 2001. 